# آيفون 11 برو
آيفون 11 برو (بالإنجليزية: iPhone 11 Pro)‏ وآيفون 11 برو ماكس (بالإنجليزية: iPhone 11 Pro Max)‏ هو هاتف ذكي بشاشة تعمل باللمس أنتجته شركة أبل. تم الكشف عنهما في 10 سبتمبر 2019 كخلفاء لجهاز آيفون XS، جنبًا إلى جنب مع الطراز الأدنى، آيفون 11. تم تصميم المعالج باستخدام شريحة أبل إيه 13 بيونيك (بالإنجليزية: A13 Bionic)‏ الجديدة من أبل ومجموعة كاميرات ثلاثية العدسات. يعتبر آيفون 11 هو أول آيفون من أبل يُطلق عليه أسم «برو». يعد الهاتف أيضًا أول هاتف آيفون مزود بشاحن سريع بقوة 18 واط وكابل Lightning إلى USB-C يسمح بالاتصال بأجهزة كمبيوتر ماك.

## وصلات خارجية
- الموقع الرسمي